# Dříteň
Dříteň település Csehországban, a České Budějovice-i járásban. Dříteň Malovice, Protivín, Temelín, Olešník, Nákří, Dívčice, Libějovice, Vodňany és Číčenice településekkel határos. Lakosainak száma 1699 fő (2024. január 1.).

## Népesség
A település lakosságának változását az alábbi diagram mutatja:
| Lakosok száma | 2348 | 2445 | 2507 | 1756 | 1263 | 1294 | 1645 | 1687 | 1676 | 1699 |
|               | 1869 | 1890 | 1921 | 1950 | 1980 | 2001 | 2017 | 2019 | 2022 | 2024 |